# Лејк Сити (Минесота)
Лејк Сити (енгл. Lake City) град је у америчкој савезној држави Минесота.

## Демографија
По попису из 2010. године број становника је 5.063, што је 113 (2,3%) становника више него 2000. године.
| Група             | 2000.         | 2010.         |
| Белци             | 4.719 (95,3%) | 4.755 (93,9%) |
| Афроамериканци    | 31 (0,6%)     | 26 (0,5%)     |
| Азијати           | 55 (1,1%)     | 43 (0,8%)     |
| Хиспаноамериканци | 110 (2,2%)    | 164 (3,2%)    |
| Укупно            | 4.950         | 5.063         |